# 悪魔が夜来る
『悪魔が夜来る』（あくまがよるくる、Les Visiteurs du Soir）は1942年のマルセル・カルネ監督によるフランスのファンタジー映画。。48年度キネマ旬報ベスト・テン7位。

## ストーリー
15世紀のフランスにて、ユーグ男爵の城で娘のアンヌと騎士ルノーの婚約披露宴が開かれており、各所から芸人たちが集められた。悪魔のしもべであるジルと吟遊詩人に化けて会場に侵入し、アンヌとルノーを引き離し、それぞれの手中に収める。さらに、ドミニクはユーグ男爵に近づいて彼をとりこにする。後日、ルノーはドミニクと男爵が仲良くする様子を見て嫉妬し、決闘を申し出る。悪魔の力添えにより男爵が勝利をおさめ、ルノーは死す。
一方、アンヌを本気で愛してしまったジルは、悪魔の怒りを買い、牢屋で拷問の日々を過ごすが、アンヌへの思いを捨てなかった。悪魔はジルを解放するから俺の言いなりになれとアンヌを口説き、ジルの説得もむなしく、彼女はそれを承知する。その後、自由と引き換えにアンヌを忘れてしまったジルは城を去るが、アンヌは彼とキスを交わした場所に行きたいと悪魔に申し出る。悪魔は渋々承知しつつも、アンヌがジルに泉の水を飲ませてすべてを思い出させたところで、二人を石像に変える。ところが、二人の心臓は一つになって生きており、悪魔がどれだけ石像を叩いても鼓動を止めることはできなかった。

## キャスト
- ドミニク: アルレッティ - 吟遊詩人
- ジル: アラン・キュニ - 吟遊詩人
- 悪魔: ジュール・ベリ
- ユーグ男爵: フェルナン・ルドゥ - アンヌの父
- アンヌ: マリ・デア - ユーグ男爵の娘
- ルノー: マルセル・エラン - アンヌと婚約した騎士

## 制作
1930年代フランス映画の黄金期を作り上げた映画監督たちは、第二次大戦のあいだ殆ど難を逃れて海外にいたが、マルセル・カルネはフランス国内に留まって制作活動を続け、フランス映画の伝統を守った。このため、マルセル・カルネはレジスタンスの作家であると評価され、また本作にもナチズムに対する比喩的な抵抗が見られる。

## 影響・評価
ジュリアン・デュヴィヴィエとマルセル・カルネをベスト監督に挙げている手塚治虫の鉄腕アトムで、本作の石になっても鼓動を止めない心臓を使い、西村雄一郎も指摘している。